# Panamerikameisterschaft 1993 (Badminton)
Die Panamerikameisterschaften 1993 im Badminton fanden Anfang Juli 1993 in Guatemala statt.

## Medaillengewinner
| Disziplin    | Gold | Silber | Bronze |
| ------------ | --- | --- | --- |
| Herreneinzel | Mario Carulla | José Antonio Iturriaga | Ernesto de la Torre                                                                                                |
| Herreneinzel | Mario Carulla | José Antonio Iturriaga | Kenneth Erichsen                                                                                                   |
| Dameneinzel  | Debra O’Connor | Teresa Montero | Rosabel Vasquez |
| Dameneinzel  | Debra O’Connor | Teresa Montero | Mercedes Pierola                                                                                                   |
| Herrendoppel | Mario Carulla José Antonio Iturriaga                                                                                                | Gustavo Salazar Federico Valdez | Argyle Maynard Germán Valdez                                                                                       |
| Herrendoppel | Mario Carulla José Antonio Iturriaga                                                                                                | Gustavo Salazar Federico Valdez | Paulo Fam Leandro Santos                                                                                           |
| Damendoppel  | Silvia Jiménez Teresa Montero | Debra O’Connor Caroline Vaughn | Mercedes Pierola Monica Rossil                                                                                     |
| Damendoppel  | Silvia Jiménez Teresa Montero | Debra O’Connor Caroline Vaughn | Laura Amaya Ana Laura de la Torre                                                                                  |
| Mixed        | Gustavo Salazar Teresa Montero | Kenneth Erichsen Debra O’Connor | Argyle Maynard Caroline Vaughn                                                                                     |
| Mixed        | Gustavo Salazar Teresa Montero | Kenneth Erichsen Debra O’Connor | José Antonio Iturriaga Silvia Jiménez                                                                              |
| Team         | Peru Mario Carulla José Antonio Iturriaga Gustavo Salazar Federico Valdez Germán Valdez Lorena Blanco Silvia Jiménez Teresa Montero | Guatemala Moises Altalef Erick Anguiano Raúl Anguiano Leonel Barrios Christian Erichsen Kenneth Erichsen Raúl Martínez Perez Renato Rosales José María Solis Pedro Yang Lesbia Arreaga Magda Arreaga Analise Fernández Ilse Haussler Mercedes Pierola Monica Rossil Paola Rossil Rosabel Vasquez | Mexiko Ernesto de la Torre Fernando de la Torre Luis Lopezllera Guadalupe Ambriz Laura Amaya Ana Laura de la Torre |

## Einzelresultate

### Herreneinzel
|  | Halbfinale | Halbfinale             | Halbfinale | Halbfinale | Halbfinale |  |  | Finale | Finale                 | Finale | Finale | Finale |
|  |            |                        |            |            |            |  |  |        |                        |        |        |        |
|  |            |                        |            |            |            |  |  |        |                        |        |        |        |
|  |            | Mario Carulla          | 15         | 15         |            |  |  |        |                        |        |        |        |
|  |            | Ernesto de la Torre    | 7          | 1          |            |  |  |        |                        |        |        |        |
|  |            |                        |            |            |            |  |  |        | Mario Carulla          | 10     | 15     | 15     |
|  |            |                        |            |            |            |  |  |        | José Antonio Iturriaga | 15     | 4      | 7      |
|  |            | José Antonio Iturriaga | 15         | 15         |            |  |  |        |                        |        |        |        |
|  |            | Kenneth Erichsen       | 10         | 8          |            |  |  |        |                        |        |        |        |
|  |            |                        |            |            |            |  |  |        |                        |        |        |        |

### Dameneinzel
|  | Halbfinale | Halbfinale       | Halbfinale | Halbfinale | Halbfinale |  |  | Finale | Finale         | Finale | Finale | Finale |
|  |            |                  |            |            |            |  |  |        |                |        |        |        |
|  |            |                  |            |            |            |  |  |        |                |        |        |        |
|  |            | Debra O’Connor   | 11         | 11         |            |  |  |        |                |        |        |        |
|  |            | Rosabel Vasquez  | 0          | 1          |            |  |  |        |                |        |        |        |
|  |            |                  |            |            |            |  |  |        | Debra O’Connor | 11     | 4      | 12     |
|  |            |                  |            |            |            |  |  |        | Teresa Montero | 3      | 11     | 9      |
|  |            | Mercedes Pierola | 6          | 11         | 8          |  |  |        |                |        |        |        |
|  |            | Teresa Montero   | 11         | 8          | 11         |  |  |        |                |        |        |        |
|  |            |                  |            |            |            |  |  |        |                |        |        |        |

### Herrendoppel
|  | Halbfinale | Halbfinale                           | Halbfinale | Halbfinale | Halbfinale |  |  | Finale | Finale                               | Finale | Finale | Finale |
|  |            |                                      |            |            |            |  |  |        |                                      |        |        |        |
|  |            |                                      |            |            |            |  |  |        |                                      |        |        |        |
|  |            | Mario Carulla José Antonio Iturriaga | 15         | 15         |            |  |  |        |                                      |        |        |        |
|  |            | Argyle Maynard Germán Valdéz         | 3          | 8          |            |  |  |        |                                      |        |        |        |
|  |            |                                      |            |            |            |  |  |        | Mario Carulla José Antonio Iturriaga | 15     | 15     |        |
|  |            |                                      |            |            |            |  |  |        | Gustavo Salazar Federico Valdez      | 1      | 11     |        |
|  |            | Paulo Fam Leandro Santos             | 0          | 2          |            |  |  |        |                                      |        |        |        |
|  |            | Gustavo Salazar Federico Valdez      | 15         | 15         |            |  |  |        |                                      |        |        |        |
|  |            |                                      |            |            |            |  |  |        |                                      |        |        |        |

### Damendoppel
|  | Halbfinale | Halbfinale                        | Halbfinale | Halbfinale | Halbfinale |  |  | Finale | Finale                         | Finale | Finale | Finale |
|  |            |                                   |            |            |            |  |  |        |                                |        |        |        |
|  |            |                                   |            |            |            |  |  |        |                                |        |        |        |
|  |            | Debra O’Connor Caroline Vaughn    | 15         | 15         |            |  |  |        |                                |        |        |        |
|  |            | Mercedes Pierola Monica Rossil    | 4          | 6          |            |  |  |        |                                |        |        |        |
|  |            |                                   |            |            |            |  |  |        | Debra O’Connor Caroline Vaughn | 5      | 11     |        |
|  |            |                                   |            |            |            |  |  |        | Silvia Jiménez Teresa Montero  | 15     | 15     |        |
|  |            | Laura Amaya Ana Laura de la Torre | 3          | 8          |            |  |  |        |                                |        |        |        |
|  |            | Silvia Jiménez Teresa Montero     | 15         | 15         |            |  |  |        |                                |        |        |        |
|  |            |                                   |            |            |            |  |  |        |                                |        |        |        |

### Mixed
|  | Halbfinale | Halbfinale                            | Halbfinale | Halbfinale | Halbfinale |  |  | Finale | Finale                          | Finale | Finale | Finale |
|  |            |                                       |            |            |            |  |  |        |                                 |        |        |        |
|  |            |                                       |            |            |            |  |  |        |                                 |        |        |        |
|  |            | Gustavo Salazar Teresa Montero        | 15         | 15         |            |  |  |        |                                 |        |        |        |
|  |            | Argyle Maynard Caroline Vaughn        | 5          | 1          |            |  |  |        |                                 |        |        |        |
|  |            |                                       |            |            |            |  |  |        | Gustavo Salazar Teresa Montero  | 9      | 15     | 15     |
|  |            |                                       |            |            |            |  |  |        | Kenneth Erichsen Debra O’Connor | 15     | 4      | 5      |
|  |            | José Antonio Iturriaga Silvia Jiménez | 6          | 15         | 10         |  |  |        |                                 |        |        |        |
|  |            | Kenneth Erichsen Debra O’Connor       | 15         | 6          | 15         |  |  |        |                                 |        |        |        |
|  |            |                                       |            |            |            |  |  |        |                                 |        |        |        |

## Teams
| Pos. | Team      | Pld | W | L | MF | MA | MD  | Pts | Q  |
| ---- | --------- | --- | - | - | -- | -- | --- | --- | -- |
| 1    | Peru      | 3   | 3 | 0 | 13 | 2  | +11 | 3   | 1. |
| 2    | Guatemala | 3   | 2 | 1 | 10 | 5  | +5  | 2   | 2. |
| 3    | Mexiko    | 3   | 1 | 2 | 7  | 8  | −1  | 1   | 3. |
| 4    | Brasilien | 3   | 0 | 3 | 0  | 15 | −15 | 0   | 4. |

| Guatemala | 3–2 | Mexiko    |
|           |     |           |
| Guatemala | 5–0 | Brasilien |
|           |     |           |
| Peru      | 5–0 | Mexiko    |
|           |     |           |
| Peru      | 5–0 | Brasilien |
|           |     |           |
| Peru      | 3–2 | Guatemala |
|           |     |           |
| Mexiko    | 5–0 | Brasilien |
|           |     |           |